# تپه روستای درویش پیری
تپه روستای درویش پیری مربوط به سده‌های ۹–۵ ه‍.ق است و در شهرستان زهک، بخش مرکزی، دهستان زهک، روستای درویش پیری، ۱۰۰۰ متری شرق روستا واقع شده و این اثر در تاریخ ۱۲ دی ۱۳۸۶ با شمارهٔ ثبت ۲۰۳۶۱ به‌عنوان یکی از آثار ملی ایران به ثبت رسیده است.